# Прича о играчкама из давних времена
Прича о играчкама из давних времена (енгл. Toy Story That Time Forgot) је праисторијско-тематски 21-минутни телевизијски специјал који су продуцирали Pixar Animation Studios и Walt Disney Television Animation који је приказан 2. децембра 2014. године на мрежи ABC. Написао га је и режирао творац ликова Сем и Макс Стив Персел и продуцирао Галин Сузман. Композитор специјала је Мајкл Џакино. Већина главних улога серије Прича о играчкама је репризорало своје улоге, као што су Том Хенкс као Вуди, Тим Ален као Баз Светлосни, Кристен Шал као Трикси, Волас Шон као Рекс, Тимоти Далтон као Барон Бодигаћа, Дон Риклс као господин Кромпироглави и Џоун Кјузак као Џеси, са Кевином Макидом и Емом Хјудак који су се прикључили као нови ликови Рептилус Максимус и Маца анђео. Специјал представља последњи пројекат Риклса који је завршио пре своје смрти 6. априла 2017. године и последњу продукцију серије Прича о играчкама за пет година до 21. јуна 2019. године када је изашао филм Прича о играчкама 4. Филм је добио похвале критичара.
У Србији је специјал приказан 15. децембра на стриминг услузи HBO Go, синхронизован на српски језик. Синхронизацију је радио студио Ливада Београд и продукцију Ливада продукција.

## Улоге
| Улога                  | Оригинални глас | Српски глас       |
| ---------------------- | --------------- | ----------------- |
| Вуди                   | Том Хенкс       | Гордан Кичић      |
| Баз Светлосни          | Тим Ален        | Драгољуб Љубичић  |
| Трикси                 | Кристен Шал     | Милена Моравчевић |
| Рептилус Максимус      | Кевин Макид     | Срђан Чолић       |
| Бони                   | Емили Хан       | Дарија Врачевић   |
| Рекс                   | Волас Шон       | Милан Тубић       |
| Свештеник              | Стив Персел     | Томаш Сарић       |
| Рејгон                 | Џонатан Кид     | Владан Милић      |
| Мејсон                 | Р.С. Коуп       | Стрибор Чолић     |
| господин Кромпироглави | Дон Риклс       | Бранислав Платиша |
| Барон Бодигаћа         | Тимоти Далтон   | Бранислав Платиша |
| Бонина мама            | Лори Алан       | Јана Маричић      |
| Маца анђео             | Ема Хјудак      | Ива Брун          |
| Мејсонов тата          | Рон Ботита      | Милан Живадиновић |